# إد بيرك
إد بيرك (بالإنجليزية: Ed Burke)‏ هو عازف جاز أمريكي، ولد في 13 يناير 1909، وتوفي في 19 أبريل 1988.